# FC Zwolle in het seizoen 2004/05
Het seizoen 2004/2005 is het 94e jaar in het bestaan van de Zwolse voetbalclub FC Zwolle. De club kwam uit in de Eerste divisie, na degradatie aan het einde van het vorige seizoen. De club bereikte de nacompetitie, maar was daarin kansloos. Ook was er de deelname aan de Amstel Cup. Hierin werd FC Zwolle in de tweede ronde uitgeschakeld door ADO Den Haag.

## Wedstrijdstatistieken

### Oefenduels
| Datum + plaats  | Wedstrijd                        | Uitslag        | Scoreverloop                                                                                      |
| --------------- | -------------------------------- | -------------- | ------------------------------------------------------------------------------------------------- |
| 10 juli 2004    | HSA/Falabella – FC Zwolle        | 2 – 6 (2 – 1)  | Dion Esajas, Remco Schol, Tjeerd Korf, Thijs Heuvink, Moaad El Aakel, Ivar van Dinteren           |
| 14 juli 2004    | VV Olympia '28 (ama) – FC Zwolle | ? – ? (? – ?)  | Niet bekend                                                                                       |
| 20 juli 2004    | Regioteam – FC Zwolle            | 0 – 10 (0 – 5) | 6 doelpunten: Ivar van Dinteren 1 doelpunt: Bert Zuurman, Ruud Berger, Mauro Almeida, Dion Esajas |
| 22 juli 2004    | FC Zwolle – Maccabi Petach Tikwa | 1 – 0 (0 – 0)  | Ruud Berger                                                                                       |
| 25 juli 2004    | FC Zwolle – Gaziantepspor        | 0 – 5 (0 – 3)  | –                                                                                                 |
| 29 juli 2004    | FC Den Bosch – FC Zwolle         | 0 – 0 (0 – 0)  | –                                                                                                 |
| 3 augustus 2004 | HTC (ama) – FC Zwolle            | 1 – 5 (1 – 1)  | Niet bekend                                                                                       |
| 6 augustus 2004 | De Graafschap – FC Zwolle        | ? – ? (? – ?)  | Niet bekend                                                                                       |
|                 |                                  |                |                                                                                                   |
| 5 januari 2005  | Zwolse Amateurs – FC Zwolle      | 1 – 3 (1 – 0)  | Tim Janssen, Dion Esajas Eigen doelpunt                                                           |
| 7 januari 2005  | FC Zwolle – Be Quick '28 (ama)   | 0 – 2 (0 – 1)  | –                                                                                                 |
| 11 januari 2005 | Eintracht Frankfurt – FC Zwolle  | ? – ? (? – ?)  | Niet bekend                                                                                       |
| 13 januari 2005 | FC Zwolle – NAC                  | ? – ? (? – ?)  | Niet bekend                                                                                       |
| 18 januari 2005 | BV Veendam – FC Zwolle           | 0 – 2 (0 – 0)  | Tim Janssen, Ruud Berger                                                                          |
| 10 mei 2005     | FC Zwolle – Nederland –20        | 0 – 5 (0 – 2)  | –                                                                                                 |

### Eerste divisie
| 1e speelronde                                                                                           | Emmen                                                                                 | 0 – 1 (0 – 0) | FC Zwolle                                                                                           | Opstelling FC Zwolle: |
| 13 augustus 2004 Plaats: Emmen Stadion Meerdijk Toeschouwers: n.n.b. Scheidsrechter: n.n.b.             |                                                                                       |               | 70' Tjeerd Korf                                                                                     |                       |
| 2e speelronde                                                                                           | FC Zwolle                                                                             | 2 – 0 (0 – 0) | Haarlem                                                                                             | Opstelling FC Zwolle: |
| 20 augustus 2004 Plaats: Zwolle Oosterenkstadion Toeschouwers: n.n.b. Scheidsrechter: n.n.b.            | Dominggus Lim-Duan 52' Ruud Berger 90'                                                |               | |                       |
| 3e speelronde                                                                                           | FC Volendam                                                                           | 3 – 0 (1 – 0) | FC Zwolle                                                                                           | Opstelling FC Zwolle: |
| 29 augustus 2004 Plaats: Volendam Krasstadion Toeschouwers: n.n.b. Scheidsrechter: n.n.b.               | Maarten Woudenberg 34' Sebastiaan Steur 52' Jeroen Ketting 84'                        |               | |                       |
| 4e speelronde                                                                                           | FC Zwolle                                                                             | 3 – 0 (1 – 0) | TOP Oss                                                                                             | Opstelling FC Zwolle: |
| 3 september 2004 Plaats: Zwolle Oosterenkstadion Toeschouwers: n.n.b. Scheidsrechter: n.n.b.            | Bert Zuurman 3' Bert Zuurman 64' Bert Zuurman 83'                                     |               | |                       |
| 5e speelronde                                                                                           | Cambuur Leeuwarden                                                                    | 0 – 0         | FC Zwolle                                                                                           | Opstelling FC Zwolle: |
| 10 september 2004 Plaats: Leeuwarden Cambuurstadion Toeschouwers: n.n.b. Scheidsrechter: n.n.b.         |                                                                                       |               | |                       |
| 6e speelronde                                                                                           | FC Zwolle                                                                             | 2 – 1 (1 – 1) | MVV                                                                                                 | Opstelling FC Zwolle: |
| 17 september 2004 Plaats: Zwolle Oosterenkstadion Toeschouwers: n.n.b. Scheidsrechter: n.n.b.           | Remco Schol 37' Tjeerd Korf 66'                                                       |               | 13' Fabio Caracciolo                                                                                |                       |
| 7e speelronde                                                                                           | FC Zwolle                                                                             | 2 – 2 (1 – 1) | VVV-Venlo                                                                                           | Opstelling FC Zwolle: |
| 25 september 2004 Plaats: Zwolle Oosterenkstadion Toeschouwers: n.n.b. Scheidsrechter: n.n.b.           | Tjeerd Korf 34' Dion Esajas 54'                                                       |               | 10' Bernard Hofstede 77' Willem Janssen                                                             |                       |
| 8e speelronde                                                                                           | Sparta                                                                                | 1 – 1 (1 – 1) | FC Zwolle                                                                                           | Opstelling FC Zwolle: |
| 1 oktober 2004 Plaats: Rotterdam Het Kasteel Toeschouwers: n.n.b. Scheidsrechter: n.n.b.                | Danny Koevermans 36'                                                                  |               | 18' Ivar van Dinteren                                                                               |                       |
| 9e speelronde                                                                                           | FC Eindhoven                                                                          | 0 – 5 (0 – 2) | FC Zwolle                                                                                           | Opstelling FC Zwolle: |
| 15 oktober 2004 Plaats: Eindhoven Jan Louwersstadion Toeschouwers: n.n.b. Scheidsrechter: n.n.b.        |                                                                                       |               | 2' Dominggus Lim-Duan 34' Dominggus Lim-Duan 50' Tjeerd Korf 57' Ivar van Dinteren 80' Bert Zuurman |                       |
| 10e speelronde                                                                                          | FC Zwolle                                                                             | 1 – 1 (0 – 0) | FC Dordrecht                                                                                        | Opstelling FC Zwolle: |
| 18 oktober 2004 Plaats: Zwolle Oosterenkstadion Toeschouwers: n.n.b. Scheidsrechter: n.n.b.             | Ruud Berger 87'                                                                       |               | 46' Remco Heerkens                                                                                  |                       |
| 11e speelronde                                                                                          | FC Zwolle                                                                             | 2 – 1 (2 – 1) | AGOVV Apeldoorn                                                                                     | Opstelling FC Zwolle: |
| 22 oktober 2004 Plaats: Zwolle Oosterenkstadion Toeschouwers: n.n.b. Scheidsrechter: n.n.b.             | Ruud Berger 29' Dion Esajas 43'                                                       |               | 38' Robert van Boxel                                                                                |                       |
| 12e speelronde                                                                                          | Fortuna Sittard                                                                       | 2 – 1 (1 – 1) | FC Zwolle                                                                                           | Opstelling FC Zwolle: |
| 29 oktober 2004 Plaats: Sittard Wagner & Partners-stadion Toeschouwers: n.n.b. Scheidsrechter: n.n.b.   | Marcel Akerboom 40' Edwin Hermans 49'                                                 |               | 15' Dominggus Lim-Duan                                                                              |                       |
| 13e speelronde                                                                                          | FC Zwolle                                                                             | 0 – 2 (0 – 0) | BV Veendam                                                                                          | Opstelling FC Zwolle: |
| 5 november 2004 Plaats: Zwolle Oosterenkstadion Toeschouwers: n.n.b. Scheidsrechter: n.n.b.             |                                                                                       |               | 54' Berry Hoogeveen 81' Angelo Cijntje                                                              |                       |
| 14e speelronde                                                                                          | Stormvogels Telstar                                                                   | 1 – 2 (0 – 2) | FC Zwolle                                                                                           | Opstelling FC Zwolle: |
| 12 november 2004 Plaats: Velsen-Zuid Sportpark Schoonenberg Toeschouwers: n.n.b. Scheidsrechter: n.n.b. | Andwelé Slory 57'                                                                     |               | 4' (e.d.) Richard van Heulen 39' Ivar van Dinteren                                                  |                       |
| 15e speelronde                                                                                          | FC Zwolle                                                                             | 2 – 1 (1 – 0) | Heracles Almelo                                                                                     | Opstelling FC Zwolle: |
| 19 november 2004 Plaats: Zwolle Oosterenkstadion Toeschouwers: n.n.b. Scheidsrechter: n.n.b.            | Ruud Berger 10' Arco Jochemsen 76'                                                    |               | 90' Jeffrey de Visscher                                                                             |                       |
| 16e speelronde                                                                                          | Go Ahead Eagles                                                                       | 4 – 2 (2 – 1) | FC Zwolle                                                                                           | Opstelling FC Zwolle: |
| 28 november 2004 Plaats: Deventer Adelaarshorst Toeschouwers: n.n.b. Scheidsrechter: n.n.b.             | Marco Parnela 43' Wouter van den Herik 45' Coen Zwollo 64' Niels Kokmeijer 77'        | IJsselderby   | 29' Ruud Berger 58' Ivar van Dinteren                                                               |                       |
| 17e speelronde                                                                                          | FC Zwolle                                                                             | 1 – 2 (0 – 1) | Helmond Sport                                                                                       | Opstelling FC Zwolle: |
| 3 december 2004 Plaats: Zwolle Oosterenkstadion Toeschouwers: n.n.b. Scheidsrechter: n.n.b.             | Ivar van Dinteren 58'                                                                 |               | 31' Ricky Bochem 74' Anton Vriesde                                                                  |                       |
| 18e speelronde                                                                                          | FC Zwolle                                                                             | 1 – 1 (0 – 0) | Excelsior                                                                                           | Opstelling FC Zwolle: |
| 17 december 2004 Plaats: Zwolle Oosterenkstadion Toeschouwers: n.n.b. Scheidsrechter: n.n.b.            | Dominggus Lim-Duan 48'                                                                |               | 88' Santi Kolk                                                                                      |                       |
| 19e speelronde                                                                                          | FC Zwolle                                                                             | 5 – 2 (2 – 2) | Emmen                                                                                               | Opstelling FC Zwolle: |
| 28 januari 2005 Plaats: Zwolle Oosterenkstadion Toeschouwers: n.n.b. Scheidsrechter: n.n.b.             | Tim Janssen 38' Ruud Berger 43' Tim Janssen 51' Tim Janssen 73' Ruud Berger (pen) 82' |               | 33' Jannes Wolters 45' Marcio Junqueira                                                             |                       |
| 20e speelronde                                                                                          | Haarlem                                                                               | 2 – 2 (1 – 0) | FC Zwolle                                                                                           | Opstelling FC Zwolle: |
| 4 februari 2005 Plaats: Haarlem Haarlemstadion Toeschouwers: n.n.b. Scheidsrechter: n.n.b.              | Laurens ten Heuvel (pen) 45' Laurens ten Heuvel 49'                                   |               | 55' Dominggus Lim-Duan 90' Mauro Almeida                                                            |                       |
| 21e speelronde                                                                                          | FC Zwolle                                                                             | 2 – 0 (1 – 0) | FC Volendam                                                                                         | Opstelling FC Zwolle: |
| 11 februari 2005 Plaats: Zwolle Oosterenkstadion Toeschouwers: n.n.b. Scheidsrechter: n.n.b.            | Ivar van Dinteren 33' Dion Esajas 90'                                                 |               | |                       |
| 22e speelronde                                                                                          | TOP Oss                                                                               | 0 – 0 (0 – 0) | FC Zwolle                                                                                           | Opstelling FC Zwolle: |
| 18 februari 2005 Plaats: Oss Frans Heesenstadion Toeschouwers: n.n.b. Scheidsrechter: n.n.b.            |                                                                                       |               | |                       |
| 23e speelronde                                                                                          | FC Dordrecht                                                                          | 1 – 2 (1 – 1) | FC Zwolle                                                                                           | Opstelling FC Zwolle: |
| 25 februari 2005 Plaats: Dordrecht Stadion Krommedijk Toeschouwers: n.n.b. Scheidsrechter: n.n.b.       | Rui Almeida Monteiro 45'                                                              |               | 29' Tim Janssen 67' Tim Janssen                                                                     |                       |
| 24e speelronde                                                                                          | FC Zwolle                                                                             | 0 – 3 (0 – 1) | Cambuur Leeuwarden                                                                                  | Opstelling FC Zwolle: |
| 11 maart 2005 Plaats: Zwolle Oosterenkstadion Toeschouwers: n.n.b. Scheidsrechter: n.n.b.               |                                                                                       |               | 11' Angelo Zimmerman 61' Mitchell Piqué 68' Thijs Houwing                                           |                       |
| 25e speelronde                                                                                          | MVV                                                                                   | 1 – 1 (0 – 1) | FC Zwolle                                                                                           | Opstelling FC Zwolle: |
| 14 maart 2005 Plaats: Maastricht De Geusselt Toeschouwers: n.n.b. Scheidsrechter: n.n.b.                | Fabio Caracciolo 60'                                                                  |               | 39' Tjeerd Korf                                                                                     |                       |
| 26e speelronde                                                                                          | VVV-Venlo                                                                             | 2 – 5 (1 – 3) | FC Zwolle                                                                                           | Opstelling FC Zwolle: |
| 18 maart 2005 Plaats: Venlo De Koel Toeschouwers: n.n.b. Scheidsrechter: n.n.b.                         | Willem Janssen 42' Bas Jacobs 59'                                                     |               | 11' Tjeerd Korf 22' Ruud Berger 27' Tim Janssen 53' Ruud Berger 69' Ruud Berger                     |                       |
| 27e speelronde                                                                                          | FC Zwolle                                                                             | 3 – 4 (3 – 1) | FC Eindhoven                                                                                        | Opstelling FC Zwolle: |
| 21 maart 2005 Plaats: Zwolle Oosterenkstadion Toeschouwers: n.n.b. Scheidsrechter: n.n.b.               | Tim Janssen 8' Dominggus Lim-Duan 12' Ruud Berger (pen) 26'                           |               | 30' Richard van Gils 70' Rik van de Langenberg 86' Ismail Ayaz 90' Ralph van Dooren                 |                       |
| 28e speelronde                                                                                          | FC Zwolle                                                                             | 0 – 1 (0 – 0) | Sparta                                                                                              | Opstelling FC Zwolle: |
| 25 maart 2005 Plaats: Zwolle Oosterenkstadion Toeschouwers: n.n.b. Scheidsrechter: n.n.b.               |                                                                                       |               | 67' Danny Koevermans                                                                                |                       |
| 29e speelronde                                                                                          | BV Veendam                                                                            | 0 – 0         | FC Zwolle                                                                                           | Opstelling FC Zwolle: |
| 1 april 2005 Plaats: Veendam De Langeleegte Toeschouwers: n.n.b. Scheidsrechter: n.n.b.                 |                                                                                       |               | |                       |
| 30e speelronde                                                                                          | FC Zwolle                                                                             | 3 – 3 (0 – 0) | Stormvogels Telstar                                                                                 | Opstelling FC Zwolle: |
| 8 april 2005 Plaats: Zwolle Oosterenkstadion Toeschouwers: n.n.b. Scheidsrechter: n.n.b.                | Tjeerd Korf 56' Ruud Berger (pen) 68' Bert Zuurman 85'                                |               | 66' Geoffrey Meye 81' Ronny van Es 90' Ronny van Es                                                 |                       |
| 31e speelronde                                                                                          | Heracles Almelo                                                                       | 2 – 1 (1 – 0) | FC Zwolle                                                                                           | Opstelling FC Zwolle: |
| 11 april 2005 Plaats: Almelo Polman Stadion Toeschouwers: n.n.b. Scheidsrechter: n.n.b.                 | Gert Jan Tamerus 43' Jeffrey de Visscher 49'                                          |               | 73' Jos Hooiveld                                                                                    |                       |
| 32e speelronde                                                                                          | FC Zwolle                                                                             | 2 – 1 (1 – 1) | Go Ahead Eagles                                                                                     | Opstelling FC Zwolle: |
| 17 april 2005 Plaats: Zwolle Oosterenkstadion Toeschouwers: n.n.b. Scheidsrechter: n.n.b.               | Bert Zuurman 41' Ruud Berger 48'                                                      | IJsselderby   | 43' Ignacio Tuhuteru                                                                                |                       |
| 33e speelronde                                                                                          | AGOVV Apeldoorn                                                                       | 2 – 3 (0 – 1) | FC Zwolle                                                                                           | Opstelling FC Zwolle: |
| 22 april 2005 Plaats: Apeldoorn Stadion Berg & Bos Toeschouwers: n.n.b. Scheidsrechter: n.n.b.          | John Stegeman 73' Jurrick Juliana 90'                                                 |               | 37' Mauro Almeida 51' Tjeerd Korf 61' Dion Esajas                                                   |                       |
| 34e speelronde                                                                                          | FC Zwolle                                                                             | 3 – 1 (1 – 0) | Fortuna Sittard                                                                                     | Opstelling FC Zwolle: |
| 29 april 2005 Plaats: Zwolle Oosterenkstadion Toeschouwers: n.n.b. Scheidsrechter: n.n.b.               | Dion Esajas 25' Bert Zuurman 47' Ivar van Dinteren 89'                                |               | 51' Aziz Moutawakil                                                                                 |                       |
| 35e speelronde                                                                                          | Helmond Sport                                                                         | 0 – 1 (0 – 1) | FC Zwolle                                                                                           | Opstelling FC Zwolle: |
| 6 mei 2005 Plaats: Helmond Stadion De Braak Toeschouwers: n.n.b. Scheidsrechter: n.n.b.                 |                                                                                       |               | 45' Ivar van Dinteren                                                                               |                       |
| 36e speelronde                                                                                          | Excelsior                                                                             | 3 – 5 (0 – 4) | FC Zwolle                                                                                           | Opstelling FC Zwolle: |
| 20 mei 2005 Plaats: Rotterdam Stadion Woudestein Toeschouwers: n.n.b. Scheidsrechter: n.n.b.            | Jeppe Curth (pen) 54' Brayton Biekman 67' Miguel Helder da Costa 72'                  |               | 19' Dion Esajas 23' Jos Hooiveld 28' Mauro Almeida 37' Dion Esajas 88' Arco Jochemsen               |                       |

### KNVB beker
| 1e ronde                                                                                                 | Ajax (amateurs)                                                      | 0 – 3 (0 – 1) | FC Zwolle                                                 | Opstelling FC Zwolle: |
| 10 augustus 2004 Plaats: Amsterdam Sportpark De Toekomst Toeschouwers: 450 Scheidsrechter: Dave Goossens |                                                                      |               | 14' Bert Zuurman 83' (pen) Ruud Berger 89' Arco Jochemsen | Ten Rouwelaar, Almeida, Berger, Van Dinteren (44' Hogenkamp), Jochemsen, Korf, Lim-Duan, Ravensbergen, Schol, Bischop, Zuurman                                                         |
| 2e ronde                                                                                                 | ADO Den Haag                                                         | 3 – 0 n.v.    | FC Zwolle                                                 | Opstelling FC Zwolle: |
| 22 september 2004 Plaats: Den Haag Zuiderparkstadion Toeschouwers: 2.626 Scheidsrechter: Tom van Sichem  | Cedric van der Gun 111' Geert den Ouden 118' Cedric van der Gun 120' |               |                                                           | Ten Rouwelaar; Ravensbergen, Schol, Breinburg, Bischop; Jochemsen (8' Almeida); Lim-Duan, Berger, Zuurman; (65' Esajas), Van Dinteren (64' El Aakel), Korf Lim-Duan ('50), Schol ('63) |

## Selectie en technische staf

### Selectie 2004/05
| Nr.           |                    | Naam                    | Competitie | Competitie | Beker      | Beker      | Play-offs  | Play-offs  | Totaal     | Totaal     | Contract   | Seizoen    | Vorige club           | Debuut            |
| Nr.           | W                  | Naam                    |            | W          |            | W          |            | W          |            |            | Contract   | Seizoen    | Vorige club           | Debuut            |
| Doelmannen    | Doelmannen         | Doelmannen              | Doelmannen | Doelmannen | Doelmannen | Doelmannen | Doelmannen | Doelmannen | Doelmannen | Doelmannen | Doelmannen | Doelmannen | Doelmannen            | Doelmannen        |
| ------------- | ------------------ | ----------------------- | ---------- | ---------- | ---------- | ---------- | ---------- | ---------- | ---------- | ---------- | ---------- | ---------- | --------------------- | ----------------- |
| -             | Vlag van Nederland | Theo Brack              | 0          | 0          | 0          | 0          | 0          | 0          | 0          | 0          | -          | 1e         | N.E.C.                | -                 |
| -             | Vlag van Nederland | Diederik Boer           | 0          | 0          | 0          | 0          | 0          | 0          | 0          | 0          | -          | 4e         | Jeugd                 | 8 maart 2003      |
| -             | Vlag van Nederland | Jelle ten Rouwelaar     | 36         | 0          | 2          | 0          | 0          | 0          | 37         | 0          | -          | 1e         | FC Twente             | 13 augustus 2004  |
| Verdedigers   |                    |                         |            |            |            |            |            |            |            |            |            |            |                       |                   |
| -             | Vlag van Portugal  | Mauro Almeida           | 32         | 3          | 2          | 0          | 0          | 0          | 33         | 3          | -          | 2e         | CF Estrela da Amadora | 28 januari 2004   |
| -             | Vlag van Nederland | Harvey Bischop          | 25         | 0          | 2          | 0          | 0          | 0          | 26         | 0          | -          | 1e         | Cambuur Leeuwarden    | 13 augustus 2004  |
| -             | Vlag van Nederland | Ronald Breinburg        | 32         | 0          | 1          | 0          | 0          | 0          | 33         | 0          | -          | 1e         | FC Volendam           | 13 augustus 2004  |
| -             | Vlag van Nederland | Jos Hooiveld            | 14         | 2          | 0          | 0          | 0          | 0          | 14         | 2          | Huur       | 1e         | sc Heerenveen         | 18 februari 2005  |
| -             | Vlag van Nederland | Robert-Jan Ravensbergen | 27         | 0          | 2          | 0          | 0          | 0          | 28         | 0          | -          | 3e         | FC Volendam           | 24 augustus 2002  |
| -             | Vlag van Nederland | Remco Schol             | 19         | 1          | 1          | 0          | 0          | 0          | 20         | 1          | -          | 6e         | VVV-Venlo             | 16 augustus 1999  |
| -             | Vlag van Nederland | Remco Snippe            | 2          | 0          | 0          | 0          | 0          | 0          | 2          | 0          | -          | 2e         | Jeugd                 | 31 augustus 2003  |
| -             | Vlag van België    | Stefan Teelen           | 22         | 0          | 0          | 0          | 0          | 0          | 22         | 0          | -          | 1e         | KVV Heusden-Zolder    | 29 augustus 2004  |
| -             | Vlag van Nederland | Dennis van der Wal      | 3          | 0          | 0          | 0          | 0          | 0          | 3          | 0          | -          | 1e         | Jeugd                 | 14 maart 2005     |
| Middenvelders |                    |                         |            |            |            |            |            |            |            |            |            |            |                       |                   |
| -             | Vlag van Nederland | Murat Acikgoz           | 2          | 0          | 0          | 0          | 0          | 0          | 2          | 0          | -          | 1e         | Jeugd                 | 14 maart 2005     |
| -             | Vlag van Nederland | Ruud Berger             | 33         | 13         | 2          | 1          | 0          | 0          | 35         | 14         | -          | 1e         | Emmen                 | 13 augustus 2004  |
| -             | Vlag van Nederland | Ivar van Dinteren       | 30         | 8          | 2          | 0          | 0          | 0          | 31         | 8          | -          | 2e         | RKC Waalwijk          | 17 augustus 2003  |
| -             | Vlag van Portugal  | João Santos Flores      | 0          | 0          | 0          | 0          | 0          | 0          | 0          | 0          | -          | 1e         | Amora FC              | 13 augustus 2004  |
| -             | Vlag van Nederland | Arco Jochemsen          | 29         | 2          | 2          | 1          | 0          | 0          | 31         | 3          | -          | 1e         | FC Twente             | 13 augustus 2004  |
| -             | Vlag van Nederland | Hermen Hogenkamp        | 17         | 0          | 1          | 0          | 0          | 0          | 17         | 0          | -          | 2e         | Jeugd                 | 14 december 2003  |
| -             | Vlag van Nederland | Tom IJzerman            | 0          | 0          | 0          | 0          | 0          | 0          | 0          | 0          | -          | 1e         | Jeugd                 | -                 |
| Aanvallers    |                    |                         |            |            |            |            |            |            |            |            |            |            |                       |                   |
| -             | Vlag van Nederland | Moaad El Aakel          | 5          | 0          | 1          | 0          | 0          | 0          | 6          | 0          | -          | 1e         | Jeugd                 | 3 september 2004  |
| -             | Vlag van Nederland | Dion Esajas             | 31         | 7          | 1          | 0          | 0          | 0          | 32         | 7          | -          | 1e         | FC Volendam           | 13 augustus 2004  |
| -             | Vlag van Nederland | Tim Janssen             | 11         | 7          | 0          | 0          | 0          | 0          | 11         | 7          | Huur       | 1e         | PSV                   | 28 januari 2005   |
| -             | Vlag van Nederland | Tjeerd Korf             | 34         | 8          | 2          | 0          | 0          | 0          | 35         | 8          | -          | 3e         | Jeugd                 | 15 maart 2003     |
| -             | Vlag van Nederland | Dominggus Lim-Duan      | 35         | 7          | 2          | 0          | 0          | 0          | 36         | 7          | -          | 5e         | Jeugd                 | 21 augustus 2000  |
| -             | Vlag van Nederland | Frank van der Plaats    | 1          | 0          | 0          | 0          | 0          | 0          | 1          | 0          | -          | 1e         | Jeugd                 | 25 september 2004 |
| -             | Vlag van Nederland | Erik Stolte             | 1          | 0          | 0          | 0          | 0          | 0          | 1          | 0          | -          | 1e         | Jeugd                 | 17 april 2005     |
| -             | Vlag van Nederland | Bert Zuurman            | 30         | 7          | 2          | 1          | 0          | 0          | 32         | 8          | -          | 4e         | Emmen                 | 17 augustus 2001  |
| Nr.           |                    | Naam                    | W          |            | W          |            | W          |            | W          |            | Contract   | Seizoen    | Vorige club           | Debuut            |
| Nr.           | Competitie         | Competitie              | Beker      | Beker      | Play-offs  | Play-offs  | Totaal     | Totaal     |            |            | Contract   | Seizoen    | Vorige club           | Debuut            |

### Technische staf
| Naam              | Functie           |
| ----------------- | ----------------- |
| Hennie Spijkerman | Trainer/Coach     |
| Harry Sinkgraven  | Assistent Trainer |
| Wim de Weerdt     | Teambegeleider    |
| Erwin Vloedgraven | Verzorger         |
| Christan Beltman  | Fysiotherapeut    |
| Jos Lemmens       | Clubarts          |
| Karst Bongers     | Clubarts          |

## Statistieken FC Zwolle 2004/2005

### Eindstand FC Zwolle in de Nederlandse Eerste divisie 2004 / 2005
| Stand | Gespeeld | Gewonnen | Gelijk | Verloren | Punten | Doelpunten voor | Doelpunten tegen | Gele kaarten | Rode kaarten |
| ----- | -------- | -------- | ------ | -------- | ------ | --------------- | ---------------- | ------------ | ------------ |
| 4e    | 36       | 17       | 10     | 9        | 61     | 66              | 50               | 55           | 1            |

### Topscorers
| #              | Naam                                     | Goal |
| -------------- | ---------------------------------------- | ---- |
| 1.             | Ruud Berger                              | 13   |
| 2.             | Ivar van Dinteren                        | 8    |
| 2.             | Tjeerd Korf                              | 8    |
| 4.             | Dion Esajas                              | 7    |
| 4.             | Tim Janssen                              | 7    |
| 4.             | Dominggus Lim-Duan                       | 7    |
| 4.             | Bert Zuurman                             | 7    |
| 8.             | Mauro Almeida                            | 3    |
| 9.             | Jos Hooiveld                             | 2    |
| 9.             | Arco Jochemsen                           | 2    |
| 11.            | Remco Schol                              | 1    |
| Eigen doelpunt |                                          |      |
| –              | Richard van Heulen (Stormvogels Telstar) | 1    |
| Totaal         | Totaal                                   | 66   |

| #      | Naam           | Goal |
| ------ | -------------- | ---- |
| 1.     | Ruud Berger    | 1    |
| 1.     | Arco Jochemsen | 1    |
| 1.     | Bert Zuurman   | 1    |
| Totaal | Totaal         | 3    |

| #      | Naam              | Goal |
| ------ | ----------------- | ---- |
| 1.     | Ivar van Dinteren | 7    |
| 2.     | Ruud Berger       | 3    |
| 2.     | Dion Esajas       | 3    |
| 4.     | Mauro Almeida     | 1    |
| 4.     | Moaad El Aakel    | 1    |
| 4.     | Thijs Heuvink     | 1    |
| 4.     | Tjeerd Korf       | 1    |
| 4.     | Remco Schol       | 1    |
| 4.     | Bert Zuurman      | 1    |
| Totaal | Totaal            | 19   |

### Kaarten
| #      | Naam                    |    |
| ------ | ----------------------- | -- |
| 1.     | Ruud Berger             | 5  |
| 1.     | Ronald Breinburg        | 5  |
| 1.     | Jos Hooiveld            | 5  |
| 1.     | Tjeerd Korf             | 5  |
| 5.     | Ivar van Dinteren       | 4  |
| 5.     | Arco Jochemsen          | 4  |
| 5.     | Dominggus Lim-Duan      | 4  |
| 5.     | Remco Schol             | 4  |
| 9.     | Mauro Almeida           | 3  |
| 9.     | Harvey Bischop          | 3  |
| 9.     | Hermen Hogenkamp        | 3  |
| 9.     | Stefan Teelen           | 3  |
| 13.    | Bert Zuurman            | 2  |
| 14.    | Moaad El Aakel          | 1  |
| 14.    | João Santos Flores      | 1  |
| 14.    | Robert-Jan Ravensbergen | 1  |
| 14.    | Remco Snippe            | 1  |
| 14.    | Jelle ten Rouwelaar     | 1  |
| Totaal | Totaal                  | 55 |

| #      | Naam        |   |
| ------ | ----------- | - |
| 1.     | Geen speler | 0 |
| Totaal | Totaal      | 0 |

| #      | Naam        |   |
| ------ | ----------- | - |
| 1.     | Ruud Berger | 1 |
| Totaal | Totaal      | 1 |

### Punten per speelronde
| Speelronde | 1 | 2 | 3 | 4 | 5 | 6 | 7 | 8 | 9 | 10 | 11 | 12 | 13 | 14 | 15 | 16 | 17 | 18 | 19 | 20 | 21 | 22 | 23 | 24 | 25 | 26 | 27 | 28 | 29 | 30 | 31 | 32 | 33 | 34 | 35 | 36 |
| ---------- | - | - | - | - | - | - | - | - | - | -- | -- | -- | -- | -- | -- | -- | -- | -- | -- | -- | -- | -- | -- | -- | -- | -- | -- | -- | -- | -- | -- | -- | -- | -- | -- | -- |
| Punten     | 3 | 3 | 0 | 3 | 1 | 3 | 1 | 1 | 3 | 1  | 3  | 0  | 0  | 3  | 3  | 0  | 0  | 1  | 3  | 1  | 3  | 1  | 3  | 0  | 1  | 3  | 0  | 0  | 1  | 1  | 0  | 3  | 3  | 3  | 3  | 3  |

### Punten na speelronde
| Speelronde | 1 | 2 | 3 | 4 | 5  | 6  | 7  | 8  | 9  | 10 | 11 | 12 | 13 | 14 | 15 | 16 | 17 | 18 | 19 | 20 | 21 | 22 | 23 | 24 | 25 | 26 | 27 | 28 | 29 | 30 | 31 | 32 | 33 | 34 | 35 | 36 |
| ---------- | - | - | - | - | -- | -- | -- | -- | -- | -- | -- | -- | -- | -- | -- | -- | -- | -- | -- | -- | -- | -- | -- | -- | -- | -- | -- | -- | -- | -- | -- | -- | -- | -- | -- | -- |
| Punten     | 3 | 6 | 6 | 9 | 10 | 13 | 14 | 15 | 18 | 19 | 22 | 22 | 22 | 25 | 28 | 28 | 28 | 29 | 32 | 33 | 36 | 37 | 40 | 40 | 41 | 44 | 44 | 44 | 45 | 46 | 46 | 49 | 52 | 55 | 58 | 61 |

### Stand na speelronde
| Speelronde | 1  | 2  | 3  | 4  | 5  | 6  | 7  | 8  | 9  | 10 | 11 | 12 | 13 | 14 | 15 | 16 | 17 | 18 | 19 | 20 | 21 | 22 | 23 | 24 | 25 | 26 | 27 | 28 | 29 | 30 | 31 | 32 | 33 | 34 | 35 | 36 |
| ---------- | -- | -- | -- | -- | -- | -- | -- | -- | -- | -- | -- | -- | -- | -- | -- | -- | -- | -- | -- | -- | -- | -- | -- | -- | -- | -- | -- | -- | -- | -- | -- | -- | -- | -- | -- | -- |
| Stand      | 6e | 3e | 7e | 2e | 4e | 5e | 5e | 5e | 5e | 5e | 2e | 5e | 6e | 5e | 4e | 6e | 6e | 7e | 5e | 6e | 4e | 5e | 4e | 4e | 4e | 4e | 4e | 4e | 5e | 6e | 6e | 6e | 5e | 5e | 5e | 4e |

### Doelpunten per speelronde
| Speelronde | 1 | 2 | 3 | 4 | 5 | 6 | 7 | 8 | 9 | 10 | 11 | 12 | 13 | 14 | 15 | 16 | 17 | 18 | 19 | 20 | 21 | 22 | 23 | 24 | 25 | 26 | 27 | 28 | 29 | 30 | 31 | 32 | 33 | 34 | 35 | 36 | Totaal |
| ---------- | - | - | - | - | - | - | - | - | - | -- | -- | -- | -- | -- | -- | -- | -- | -- | -- | -- | -- | -- | -- | -- | -- | -- | -- | -- | -- | -- | -- | -- | -- | -- | -- | -- | ------ |
| Doelpunten | 1 | 2 | 0 | 3 | 0 | 2 | 2 | 1 | 5 | 1  | 2  | 1  | 0  | 2  | 2  | 2  | 1  | 1  | 5  | 2  | 2  | 0  | 2  | 0  | 1  | 5  | 3  | 0  | 0  | 3  | 1  | 2  | 3  | 3  | 1  | 5  | 66     |

## Mutaties

### Zomer

#### Aangetrokken
| Nr. | Nat. | Naam                 | Van                | Type | Contract | Transfersom | Bijzonderheid |
| --- | ---- | -------------------- | ------------------ | ---- | -------- | ----------- | ------------- |
| -   | NL   | Murat Acikgoz        | Jeugd              | -    | -        | n.v.t.      | -             |
| -   | NL   | Ruud Berger          | Emmen              | -    | -        | n.v.t.      | -             |
| -   | NL   | Harvey Bischop       | Cambuur Leeuwarden | -    | -        | n.v.t.      | -             |
| -   | NL   | Theo Brack           | N.E.C.             | -    | -        | n.v.t.      | -             |
| -   | NL   | Ronald Breinburg     | FC Volendam        | -    | -        | n.v.t.      | -             |
| -   | NL   | Moaad El Aakel       | Jeugd              | -    | -        | n.v.t.      | -             |
| -   | NL   | Dion Esajas          | FC Volendam        | -    | -        | n.v.t.      | -             |
| -   | PT   | João Santos Flores   | Amora FC           | -    | -        | n.v.t.      | -             |
| -   | NL   | Arco Jochemsen       | FC Twente          | -    | -        | n.v.t.      | -             |
| -   | NL   | Frank van der Plaats | Jeugd              | -    | -        | n.v.t.      | -             |
| -   | NL   | Jelle ten Rouwelaar  | FC Twente          | -    | -        | n.v.t.      | -             |
| -   | NL   | Erik Stolte          | Jeugd              | -    | -        | n.v.t.      | -             |
| -   | BE   | Stefan Teelen        | KVV Heusden-Zolder | -    | -        | n.v.t.      | -             |
| -   | NL   | Dennis van der Wal   | Jeugd              | -    | -        | n.v.t.      | -             |
| -   | NL   | Tom IJzerman         | Jeugd              | -    | -        | n.v.t.      | -             |

#### Vertrokken
| Nr. | Nat. | Naam                | Naar                    | Type               | Transfersom | Wed. | Dlpt. |
| --- | ---- | ------------------- | ----------------------- | ------------------ | ----------- | ---- | ----- |
| -   | NL   | Arjan Bosschaart    | Gestopt                 | -                  | n.v.t.      | 201  | 42    |
| -   | BG   | Ivan Tsvetkov       | Helmond Sport           | -                  | n.v.t.      | 41   | 1     |
| -   | NL   | Marino Promes       | Gestopt                 | -                  | n.v.t.      | 49   | 7     |
| -   | NL   | Albert van der Haar | Willem II               | -                  | n.v.t.      | 292  | 13    |
| -   | YU   | Ǵorǵi Hristov       | Dunfermline Athletic FC | -                  | n.v.t.      | 13   | 4     |
| -   | NL   | Martijn Jansen      | Gestopt                 | -                  | n.v.t.      | 4    | 0     |
| -   | DK   | Morten Karlsen      | FC Nordsjælland         | -                  | n.v.t.      | 53   | 1     |
| -   | FI   | Marco Parnela       | Go Ahead Eagles         | -                  | n.v.t.      | 8    | 0     |
| -   | NL   | André de Ridder     | Stormvogels Telstar     | -                  | n.v.t.      | 127  | 3     |
| -   | NL   | Marco Roelofsen     | Gestopt                 | -                  | n.v.t.      | 245  | 33    |
| -   | FI   | Paulus Roiha        | FC Utrecht              | Einde huurcontract | n.v.t.      | 11   | 0     |
| -   | NL   | Jasar Takak         | Vitesse                 | Einde huurcontract | n.v.t.      | 34   | 8     |
| -   | NL   | Johan van der Werff | FC Dordrecht            | -                  | n.v.t.      | 130  | 0     |
| -   | NG   | Albert Yobo         | Pontevedra CF           | -                  | n.v.t.      | 21   | 0     |

#### Statistieken transfers zomer
| Gekochte spelers | Verkochte spelers | Gehuurde spelers | Verhuurde spelers | Spelers terug van verhuurperiode | Spelers einde van huurperiode | Transfervrij aangetrokken spelers | Transfervrij vertrokken spelers | Doorgestroomde jeugdspelers |
| ---------------- | ----------------- | ---------------- | ----------------- | -------------------------------- | ----------------------------- | --------------------------------- | ------------------------------- | --------------------------- |
| 0                | 0                 | 0                | 0                 | 0                                | 2                             | 9                                 | 8                               | 6                           |

### Winter

#### Aangetrokken
| Nr. | Nat. | Naam         | Van           | Type | Contract     | Transfersom | Bijzonderheid |
| --- | ---- | ------------ | ------------- | ---- | ------------ | ----------- | ------------- |
| -   | NL   | Jos Hooiveld | sc Heerenveen | -    | Op huurbasis | n.v.t.      | -             |
| -   | NL   | Tim Janssen  | PSV           | -    | Op huurbasis | n.v.t.      | -             |

#### Statistieken transfers winter
| Gekochte spelers | Verkochte spelers | Gehuurde spelers | Verhuurde spelers | Spelers terug van verhuurperiode | Spelers einde van huurperiode | Transfervrij aangetrokken spelers | Transfervrij vertrokken spelers | Doorgestroomde jeugdspelers |
| ---------------- | ----------------- | ---------------- | ----------------- | -------------------------------- | ----------------------------- | --------------------------------- | ------------------------------- | --------------------------- |
| 0                | 0                 | 2                | 0                 | 0                                | 0                             | 0                                 | 0                               | 0                           |